# 圣传
圣传（英語： 或 ）是一个基督教神学术语，用于指某些基督教传统，特别是在指天主教会、圣公宗、东正教会、东方正统教会的歷史传统，这涉及到基督教教会的权威性的根本基础。上述教派大都認可聖傳的權威性，如天主教會稱聖傳和聖經具有同等權威，東正教會則認為聖經本身就是聖傳的一部分。但宗教改革領袖提出「唯獨聖經」的主張，使得新教諸教派大多排斥這些傳統。